# Kanton Montpont-en-Bresse
Kanton Montpont-en-Bresse (francouzsky Canton de Montpont-en-Bresse) je francouzský kanton v departementu Saône-et-Loire v regionu Burgundsko. Tvoří ho pět obcí.

## Obce kantonu
- Bantanges
- La Chapelle-Thècle
- Ménetreuil
- Montpont-en-Bresse
- Sainte-Croix